# Norman Roth
Pour les articles homonymes, voir Roth.
Norman Roth (né en 1938 à Denver, dans le Colorado) est un historien américain.

## Biographie
Diplômé de l'Université de Denver, après avoir fait des études en Israël, Norman Roth détient un doctorat de l'Université Cornell à Ithaca (New York). Entre 1976 et 1997, il est professeur d'histoire et études juives (en) à l'Université du Wisconsin à Madison. Il y est maintenant professeur émérite.
Ses principaux champs d'intérêt sont l'histoire juive et la culture de l'Espagne médiévale, de même que la littérature et la poésie hébraïque médiévale. Il écrit de nombreux articles en anglais et espagnol, de même que des essais, notes bibliographiques, programmes de télévision et radio. Il étudie particulièrement l'histoire des Juifs en Espagne au XIIIe siècle jusqu'au XVe siècle, notamment celle des nouveaux chrétiens. Selon lui, la plupart des juifs nouvellement convertis au christianisme adoptent réellement leur nouvelle foi et les relations entre juifs et chrétiens dans l'Espagne médiévale étaient plutôt bonnes, contrairement à ce prétend la doctrine historiographique juive dominante. 
Norman Roth analyse la vie quotidienne des juifs, notamment le vêtement, particulièrement le chapeau juif. Il publie plusieurs articles sur les relations entre chrétiens et juifs au Moyen Âge, notamment sur l'antisémitisme, le prêt d'argent et la disputation de Barcelone. Il explore également l'éducation des juifs dans les pays musulmans ou encore l'histoire des Almohades. Ses ouvrages Jews, Visigoths & Muslims in Medieval Spain (1994) et Conversos, Inquisitions, and the Expulsion of the Jews from Spain (1995) sont largement cités. 

## Publications
- 1985 - (en) Maimonides. Essays and Texts.
- 1994 - (en) Jews, Visigoths & Muslims in Medieval Spain
- 1995 - (en) Conversos, Inquisitions, and the Expulsion of the Jews from Spain, Madison, University of Wisconsin Press  (réédité en 2002)
- 2003 - (en) Medieval Jewish Civilization: An Encyclopedia, New York et Londres, Routledge Encyclopedias of the Middle Ages. 726 p. (réédité en 2014)  (ISBN 1136771557),  (ISBN 9781136771552)
- 2003 - (en) Daily life of the Jews in the Middle Ages, Westport CT, Greenwood Press (2005)
- 2007 - (en) Dictionary of Iberian Jewish and Converso Authors
- Encyclopedia of Médiéval Jewish Civilization (éditeur)
- Encyclopedia of Médiéval Ibérie (a scié-éditeur)
- Justice, Justice you shall pursue (1968) (éditeur)